# Martin Hebich

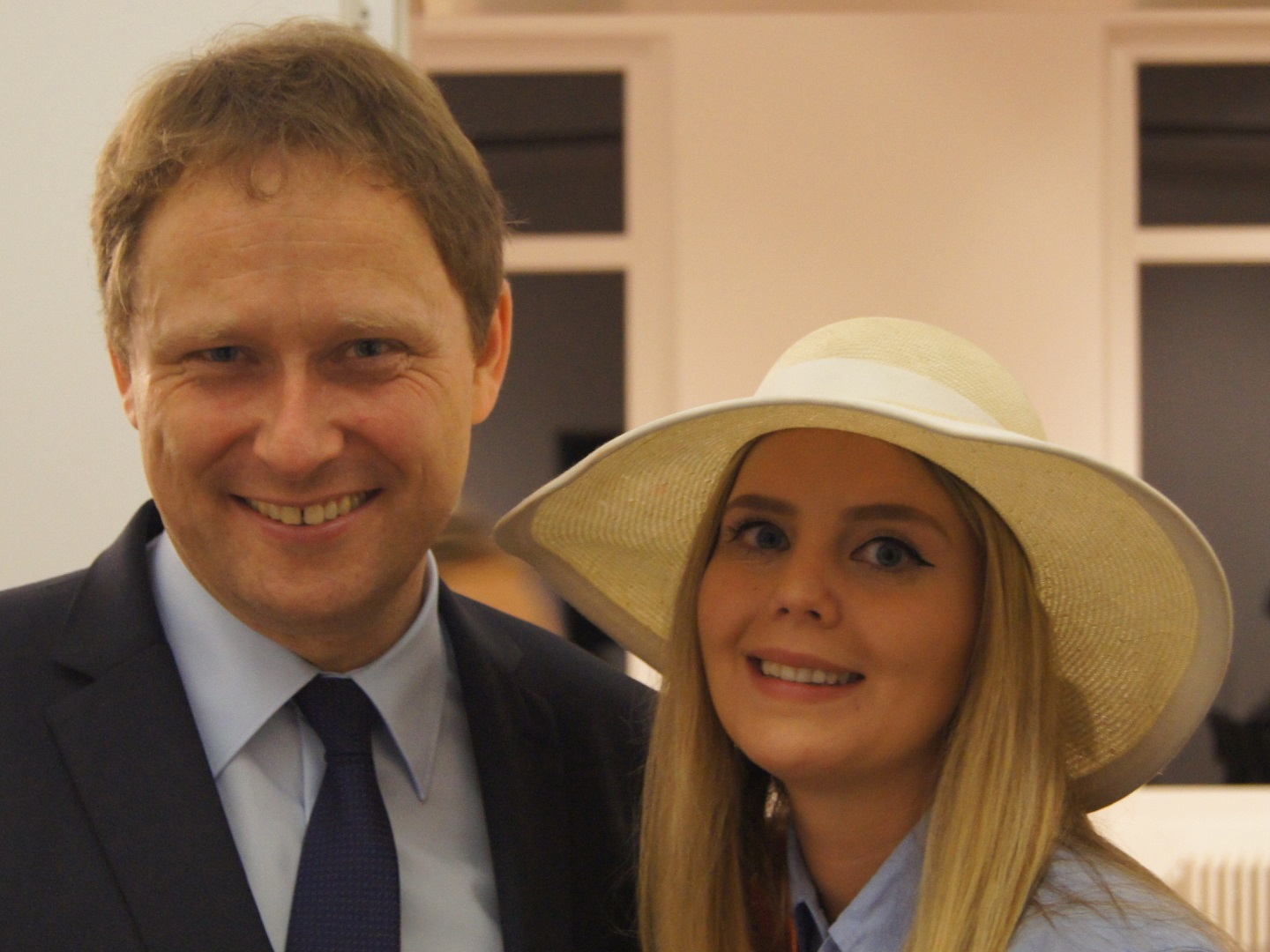
Martin Hebich mit Jenny Neufeld, Miss Strohhut 2017/18

Martin Hebich (* 20. September 1972) ist ein deutscher Politiker (CDU). Er war von 2016 bis 2023 Oberbürgermeister der kreisfreien Stadt Frankenthal (Pfalz).

## Leben
Hebich besuchte von 1979 bis 1992 die Schule in Frankenthal und legte am Karolinen-Gymnasium das Abitur ab. Von 1992 bis 1995 studierte er an der Fachhochschule für Finanzen in Edenkoben. Von Juli 1995 bis Juli 2002 arbeitete er beim Finanzamt Ludwigshafen am Rhein und wechselte dann bis Juni 2008 zur Stadtverwaltung der Chemiestadt.
Hebich ist verheiratet und Vater von zwei Kindern.

## Politik
1999 wurde er in den Stadtrat von Frankenthal gewählt, von September 1999 bis Juni 2008 war Hebich
Ortsvorsteher des Ortsbezirks Eppstein. Im Juni 2008 wurde er Bürgermeister der Stadt Frankenthal. Zuständig war er für die Bereiche Planen und Bauen, Ordnung und Umwelt, sowie
den Eigen- und Wirtschaftsbetrieb dieser Stadt. Zudem übt er seit November 2014 das Amt des Verbandsvorstehers des Gewässerzweckverbands Isenach-Eckbach aus.
Per Stichwahl wurde er am 31. Mai 2015 mit 50,6 Prozent der abgegebenen Stimmen zum Nachfolger von Theo Wieder (CDU) als Oberbürgermeister von Frankenthal gewählt. Im ersten Wahlgang am 10. Mai 2015 hatte keiner der ursprünglich drei Bewerber die absolute Mehrheit erhalten. Sein Amt trat Hebich am 1. Januar 2016 an; die Amtszeit beträgt acht Jahre. Laut einer Erklärung vom 28. September 2022 wird Hebich „nach dem Ende (s)einer Amtszeit keine öffentliche Person mehr sein (...) wollen.“ Auch werde er nicht mehr als Oberbürgermeister kandidieren.
Am 6. Mai 2023 wird überraschend öffentlich, dass er als 5. Kandidat für die Wiederwahl kandidieren wird. Mit dieser Kandidatur beabsichtigt er seine Pensionsansprüche zu sichern. Am 8. Mai 2023 um 18:00 Uhr endete die Frist für Bewerberinnen und Bewerber. Da er die Wahl nicht gewann, endete seine Amtszeit am 31. Dezember 2023.